# Hippasa madhuae
Hippasa madhuae là một loài nhện trong họ Lycosidae.
Loài này thuộc chi Hippasa. Hippasa madhuae được Benoy Krishna Tikader & A. Malhotra miêu tả năm 1980.